# Poker (film, 1951)
Pour les articles homonymes, voir Poker (homonymie).

Poker est un film suédois réalisé par Gösta Bernhard et sorti en 1951.

## Fiche technique
- Réalisation : Gösta Bernhard
- Scénario : Gösta Bernhard, Stig Järrel
- Photographie : Curt Jonsson
- Montage : Lennart Wallén
- Musique : Olle Lindholm
- Production : Centrumateljéerna[1]
- Distributeur : Sandrew-Baumanfilm
- Durée : 96 minutes
- Date de sortie : 
  - Suède : 12 novembre 1951

## Distribution
- Stig Järrel : Mr. Alkeryd aka Spindeln
- Kenne Fant : Sven Bergström
- Ingrid Backlin : Mrs. Elsa Bergström
- Arne Källerud : 'Rövarn'
- Lars Ekborg : Pelle Axelsson
- Margaretha Löwler : Ingalill
- Björn Berglund : Wilkers